# مزمن (فیلم)
مزمن (انگلیسی: Chronic) فیلمی در ژانر درام به کارگردانی میشل فرانکو است که در سال ۲۰۱۵ منتشر شد.

## داستان
داستان پرستار خانگی که از بیماران مبتلا به بیماریهای لاعلاج نگهداری می‌کند …

## بازیگران
- تیم راث
- بیتسی تالوک
- دیوید دستمالچیان
- مایکل کریستوفر
- روبن بارتلت
- تیت الینگتن
- کلر ون در بوم
- جو سانتوس
- مریبث مونرو